# Zgromadzenie Narodowe (Azerbejdżan)
Zgromadzenie Narodowe (azer. Milli Məclis) – jednoizbowy parlament Azerbejdżanu, główny organ władzy ustawodawczej w tym kraju. Składa się ze 125 członków wybieranych na pięcioletnią kadencję w jednomandatowych okręgach wyborczych. Czynne prawo wyborcze przysługuje obywatelom azerskim w wieku co najmniej 18 lat. Na równi z obywatelami głosować mogą również osoby zamieszkujące na terytorium Azerbejdżanu od co najmniej pięciu lat. Kandydować mogą wyłączne obywatele, dodatkowo spełniający cenzus wieku na poziomie 25 lat.